# Stella Maris College

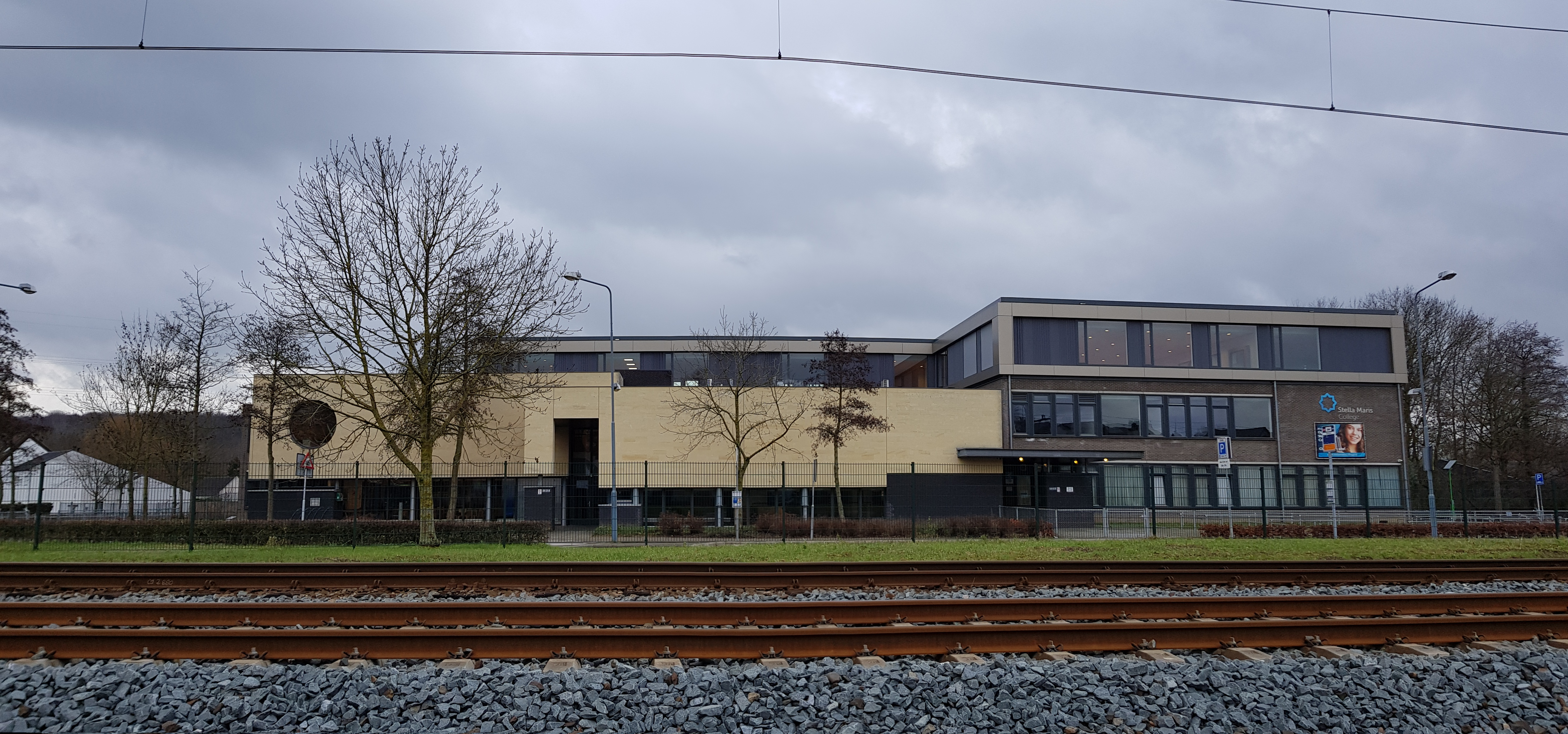
Stella Maris College in Meerssen

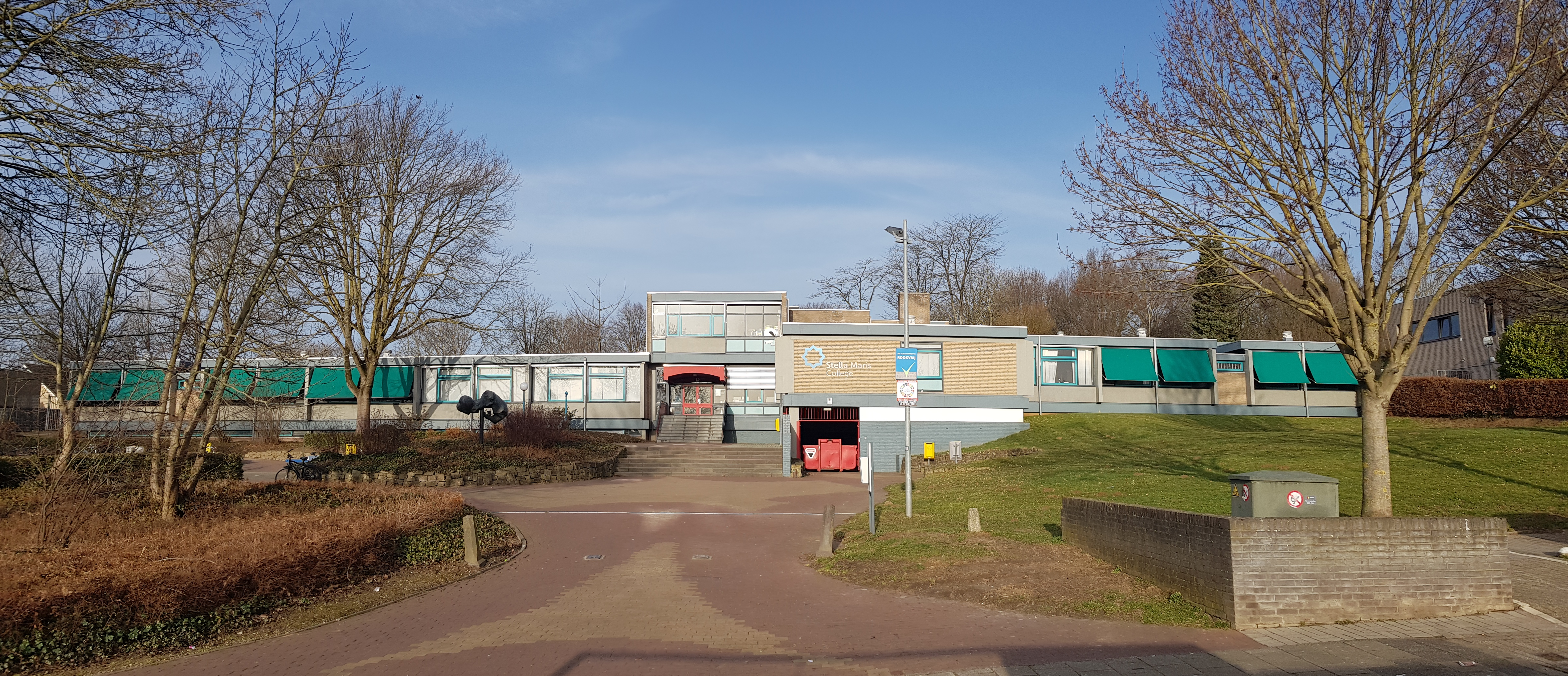
Stella Maris College in Valkenburg

Het Stella Maris College is een brede scholengemeenschap voor gymnasium, atheneum, havo en vmbo met locaties in Meerssen en Valkenburg. De school vervult een streekfunctie voor het gehele gebied tussen Maastricht, Geleen, Heerlen en Gulpen. Zij telt ongeveer 1700 leerlingen, circa 120 onderwijzende en 30 onderwijsondersteunende personeelsleden en diverse vrijwilligers.
‘Stella Maris’ is Latijn en betekent letterlijk: Sterre der Zee.

## Geschiedenis
Het Stella Maris College is voortgekomen uit het Ursulinenlyceum, een middelbare meisjesschool (mms) opgericht door de zusters ursulinen aan de Grote Gracht en de Capucijnenstraat te Maastricht. In 1980 werd de verhuizing van het Stella Maris College naar Meerssen afgerond. Een deel van het voormalige Ursulinenlyceum bleef in Maastricht, de Scholengemeenschap Jeanne d'Arc, thans Porta Mosana College.
Door fusies met scholengemeenschap De Ravensberg te Valkenburg en MAVO Koningin Gerberga te Meerssen, ontstonden er meerdere locaties. Rond het jaar 2000 telde het Stella Maris College twee locaties in de gemeente Meerssen en een gelegen in de gemeente Valkenburg. Rond het jaar 2001 werd de locatie aan de Parallelweg in Meerssen uitgebreid, waarna de tweede locatie in Meerssen kon worden verlaten. In 2021 werd de locatie in Valkenburg gesloten en ging het Stella Maris College volledig verder aan de Parallelweg in Meerssen.

## Het gebouw
Het Stella Maris College was tot 2021 gehuisvest over twee locaties: locatie Meerssen voor gymnasium, atheneum en havo, locatie Valkenburg voor vmbo met leerwegondersteuning voor leerlingen die speciale begeleiding nodig hebben. In de bovenbouw van de Beroepsgerichte Leerwegen kent de locatie de sector Zorg & Welzijn, met de afdelingen Verzorging en Toerisme & Recreatie. Ze zijn goed bereikbaar per openbaar vervoer (trein, bus).
In 2016 kwam het plan om de locatie Valkenburg te verhuizen naar Meerssen. Hiervoor waren er een aantal verbouwingen nodig in de locatie Meerssen; een extra verdieping en praktijklokalen. De eerste leerlingen van het vmbo begonnen in schooljaar 2019-2020 in Meerssen, vanaf schooljaar 2021-2022 sluit de locatie Valkenburg volledig.

## Open Leer Centrum
Het Stella Maris College Meerssen beschikt over een Open Leer Centrum met zo'n 40 tot 60 tal computers. De leerlingen krijgen door de studielasturen-norm hier de ruimte om deze uren op te vullen. Naast computers zijn er ook veel plaatsen waar men kan leren.

## Gepersonaliseerd Leren
In schooljaar 2016-2017 startte het Stella Maris College met een nieuwe leerweg: Het gepersonaliseerd leren via de metode Kunskapsskolan. Leerlingen werken met iPads en kunnen zelfstandig inplannen wanneer ze bijvoorbeeld een toets willen maken. In dit schooljaar zijn 90 leerlingen van de brugklas gestart met het GPL (gepersonaliseerd leren) en bleef het andere deel regulier (werken met boeken). Vanaf schooljaar 2017-2018 werden alle brugklassen GPL. Hier kwam echter veel kritiek op en (mede) als gevolg hiervan gaf de Onderwijsinspectie de school een onvoldoende, en vanaf schooljaar 2019-2020 werden nog maar 90 leerlingen per leerjaar 1, 2 en 3 GPL. De leerlingen die GPL hadden gevolgd stroomden terug naar het reguliere onderwijs en de bovenbouw bleef geheel regulier. Sinds schooljaar 2020-2021 werken alle klassen weer met één leerweg; GPL en regulier onderwijs groeien naar elkaar toe.

## Bekende leerlingen en docenten

### Leerlingen
- Guus Meeuwis, artiest
- Jochum ten Haaf, acteur
- Maria van der Hoeven, politica
- Irmgard Smits, schrijfster
- John Tana, artiest

### Docenten
- Thei Dols, cabaretier en zanger, die meespeelde in de series "Verona" als pastoor in "De Boerderie", "Medisch Centrum West" en "Tien Torens Diep", was leraar Frans aan het Stella Maris College.